# Cappella Paolina

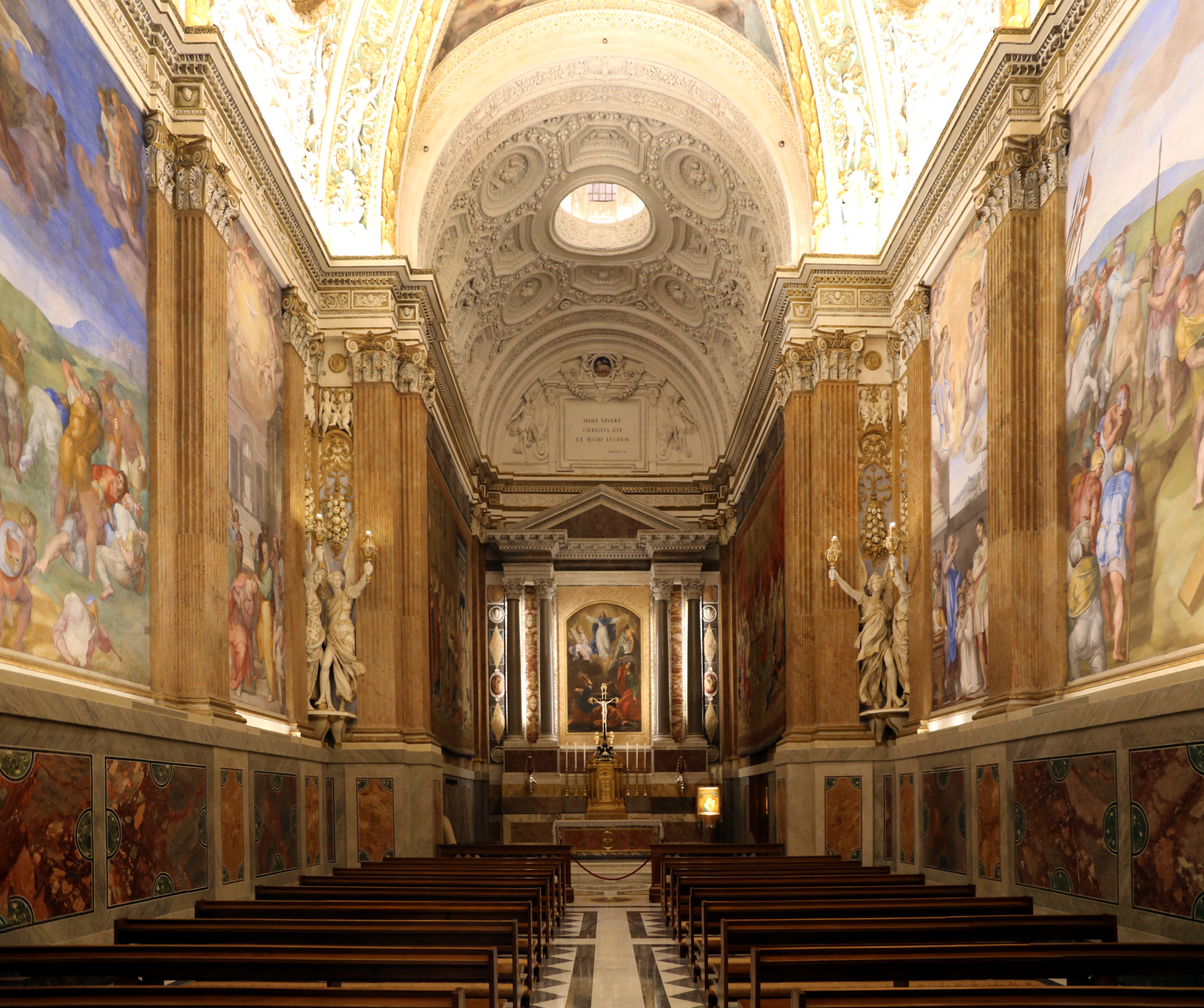
Cappella Paolina

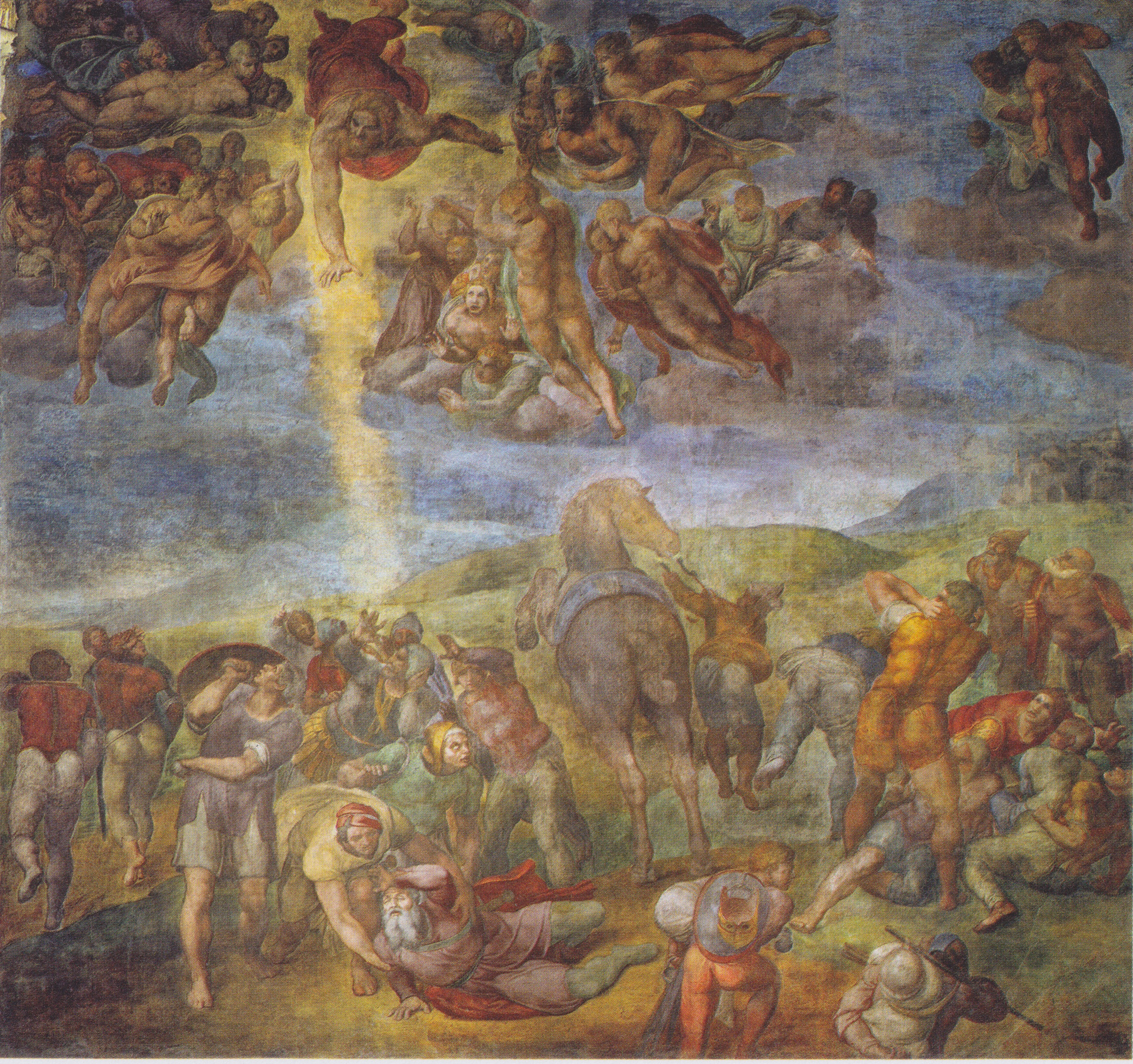
Die Bekehrung des Saulus (1542–1545), Zustand vor der Restaurierung

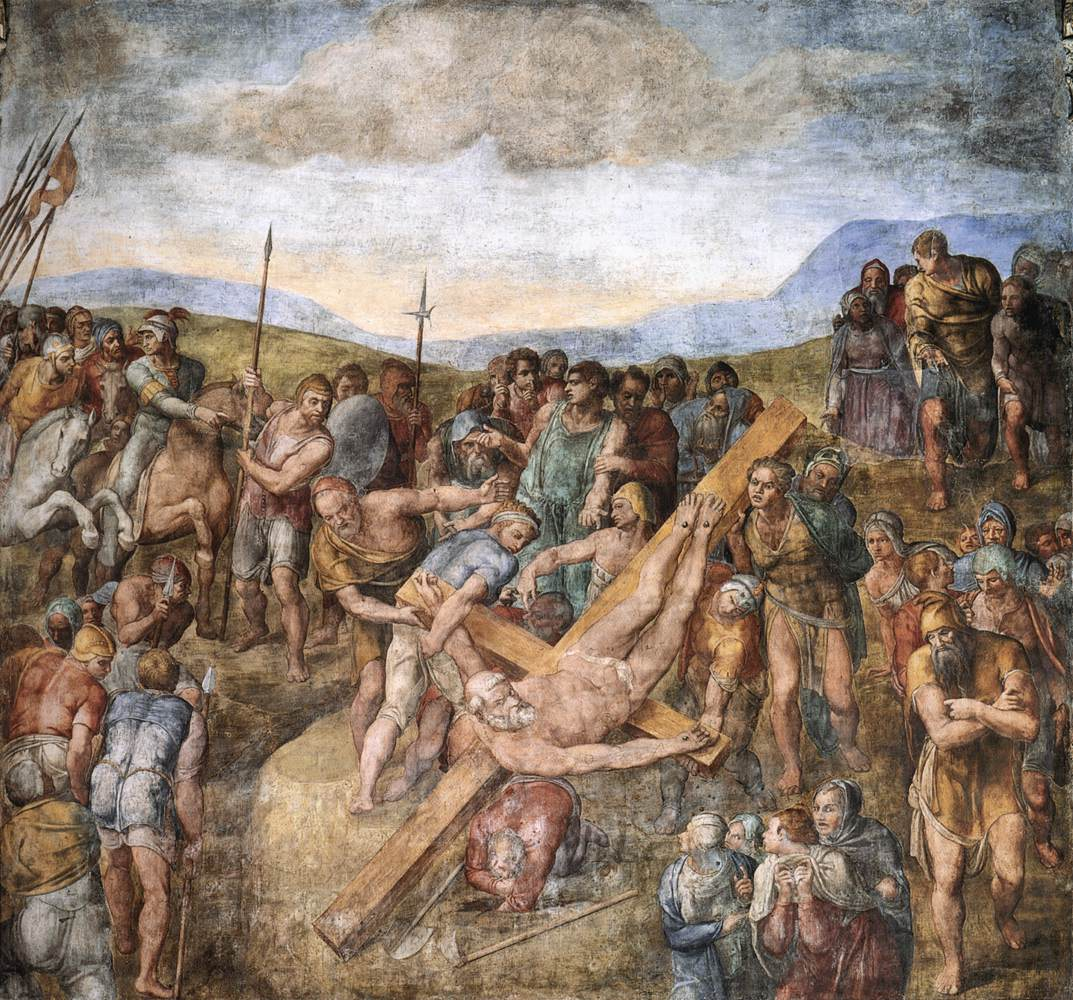
Die Kreuzigung Petri (1545–1550), Zustand vor der Restaurierung

Die Cappella Paolina (Italienisch für Paulinische Kapelle) ist eine Kapelle im Apostolischen Palast in der Vatikanstadt. Sie ist von der Sixtinischen Kapelle nur durch den Saal Sala Regia getrennt. In ihr befinden sich bedeutende Werke des Künstlers Michelangelo Buonarotti. Die Cappella Paolina ist für die Öffentlichkeit nicht zugänglich.

## Geschichte
Die Kapelle wurde von Papst Paul III. in Auftrag gegeben und durch diesen am 15. Januar 1540 dem heiligen Apostel Paulus geweiht. Der Bau nach Plänen von Antonio da Sangallo dem Jüngeren dauerte von 1537 bis 1539. Diese erste Bauphase endete mit der Vollendung der Fresken Bekehrung des Saulus 1545 und Kreuzigung Petri 1550 durch Michelangelo.

### Umbauten und Ausstattung
Unter Gregor XIII. wurden erhebliche Veränderungen am Gewölbe vorgenommen und die Ausstattung der Kapelle wurde mit Fresken von Lorenzo Sabatini und Federico Zuccari ergänzt. In der Zeit Paul V. musste nach der Vollendung der Fassade des Petersdoms die angrenzende Apsis der Kapelle restauriert werden. Bis zum 19. Jahrhundert blieb das weiß-goldene Farbschema der Dekoration erhalten, erst Pius IX. ließ diese übermalen und gestaltete die Eingangswand neu.

### Restaurierung
Der Plan zur Restaurierung der Cappella Paolina von 2004 bis 2009 geht auf das Pontifikat Johannes Paul II. zurück, ermöglicht wurden die Arbeiten durch Spenden der US-amerikanischen Patrons of the Arts. Sie umfassten vor allem die Stuckdekoration, die weitgehend in den Originalfarben wiederhergestellt werden konnte, und die Restaurierung der beiden Fresken Michelangelos, sowie die Reinigung der Fresken von Sabatini und Zuccari. Am 4. Juli 2009 wurde die Restaurierung der Kapelle im Rahmen einer Vesper durch Benedikt XVI. feierlich beendet.

## Verwendung
Da es in der Sixtinischen Kapelle keinen Tabernakel gibt, dient die Cappella Paolina als Sakramentskapelle. Vor dem Konklave, also der Versammlung der Kardinäle zur Wahl eines neuen Papstes, wird in der Cappella Paolina eine Messe gehalten. Danach begeben sich die Kardinäle in die Sixtinische Kapelle zum Konklave. 1549–1550 und 1559 fand das Konklave selbst in der Kapelle statt, weil die Sixtinische Kapelle anderweitig verwendet wurde. Aus dem Konklave 1549–1550 ging Julius III. nach langer Versammlungszeit als Papst hervor. Bis 1559 diente die Paulinische Kapelle gelegentlich (alternativ zur Sixtinischen Kapelle) als Ort der Stimmabgabe bei einem Konklave.

## Fresken Michelangelos
Nachdem Michelangelo die berühmten Fresken in der Sixtinischen Kapelle geschaffen hatte, wurde er im November 1541 mit der Ausschmückung der Cappella Paolina beauftragt. Zwischen 1542 und 1550 entstanden die Bekehrung des Paulus (1542–1545) und die Kreuzigung Petri (1545–1550). Beide Fresken sind an gegenüberliegenden Wänden verortet. Michelangelo war zu diesem Zeitpunkt bereits 75 Jahre alt und von Krankheiten geschwächt; die Fresken zählen also zum Alterswerk des Künstlers. Der lange Zeitraum zur Ausführung der beiden Fresken ist auch durch die gleichzeitigen Tätigkeiten Michelangelos, die Neugestaltung des Kapitolsplatzes, die Leitung der Arbeiten am Petersdom sowie die Vollendung des Juliusgrabmals, zu erklären. Der Auftraggeber Papst Paul III. hat noch im Oktober 1549 das Werk in Augenschein genommen, aber die Vollendung nicht mehr erlebt, da er im November 1549 starb.